# Salernói Richárd
Salernói Richárd, olykor a Fejedelemségből való vagy a Principátusbeli Richárd (latinul: Richardus princeps Salernæ vagy Richardus de Principatu, olaszul: Riccardo di Salerno vagy Riccardo del Principato; 1060 körül – Maras, 1114. november) itáliai normann nemes, keresztes lovag, 1104–1108 között Edessza kormányzója, 1108–1114 között Maras ura.
Unokatestvére, Bohemund tarantói herceg parancsnoksága alatt, az itáliai kontingens tagjaként vett részt az első keresztes hadjáratban. 1100-ban unokatestvérével együtt szaracén fogságba esett, három évvel későbbi szabadulása után I. Bohemund követeként utazott Európában. 1104–08 között a raboskodó II. Balduin edesszai gróf helyetteseként kormányozta Edesszát; erőskezű intézkedései miatt nem örvendett népszerűségnek. Később az északi Marasban uralkodott. Személyazonosságát és családi kapcsolatait illetően több kérdés felvetődött.

## Élete

### Származása és ifjúkora
1060 körül született Hauteville Vilmos salernói gróf (1027 k. – 1080) és Mária sorrentói hercegkisasszony († 1085 után) másod- vagy harmadszülött fiaként. Édesapjának, Hauteville Vilmosnak tizenegy fivére volt, köztük a híres Robert Guiscard, Apulia és Szicília hercege. A tizenkét Hauteville-fivér alapozta meg a család befolyását és hírnevét, s révükön emelkedett a dinasztia a legelőkelőbb itáliai famíliák közé. Édesapja oldaláról Salernói Richárd unokatestvérei közé tartozott többek között Bohemund tarantói herceg és Hauteville Tankréd. Salernói Richárd édesanyja a longobárd Guidó sorrentói herceg leánya volt. Bizonytalan, hogy Hauteville Vilmosnak és feleségének pontosan hány gyermeke született: a korabeli források négy fiúról – Róbert, Tankréd, Richárd, Ranulf – és egy leányról tesznek említést.
Életének első, mintegy harmincéves szakaszáról csak nagyon keveset lehet tudni, neve alig bukkan fel a dél-itáliai forrásokban. Nem lévén elsőszülött, a címek és a birtok öröklésére Salernói Richárd nem számíthatott; ehelyett feltehetően nagybátyja, Hauteville Roger oldalán vett részt Szicília normann meghódításában. Caeni Radulf történetíró beszámolójából arra lehet következtetni, hogy az első keresztes hadjárat meghirdetésekor Salernói Richárd a fivére, az 1091 után a siracusai grófi trónra kerülő Tankréd udvarában élt. A Bagnarai Szent Lúcia-zárdának tett adományok arra engednek következtetni, hogy birtokai is voltak Siracusa környékén.

### Az első keresztes hadjárat
A dél-itáliai normannok szép számban csatlakoztak a II. Orbán pápa meghirdette első keresztes hadjárathoz. Számos rokonával – úgymint unokafivéreivel, Bohemund tarantói herceggel és Hauteville Tankréddal, továbbá testvérével, Salernói Ranulffal és ennek fiával, Richárddal – együtt Salernói Richárd is felvette a keresztet. Az ismeretlen Monte Cassinó-i szerzetes tollából származó Historia belli sacri szerint Bohemund tarantói herceg 1096 nyarán, a Salernóhoz közeli Amalfi ostroma közben szerzett tudomást a keresztes hadjáratról; ezután kezdte el szervezni csapatát és gyűjtötte maga köré rokonait. A jól felszerelt és kiképzett normann sereg 1096 októberében hajózott ki Bariból, és a következő év áprilisában érkezett meg a keresztes seregek gyülekezőhelyére, Konstantinápolyba. Anna Komnéné bizánci hercegnő és történetíró Alexiasz című munkájában külön beszámol Salernói Richárd útjáról az Adriai-tengeren: Salernói Richárd nem az unokafivérével utazott, hanem 6000 arany sztatérért bérelt három hajót. Ezek 1096. december 6-án, Szent Miklós napján bontottak vitorlát, Salernói Richárd saját embereivel – Anna Komnéné tudomása szerint 1500 katonával és 80 hátaslóval – a fedélzeten. Chimera volt a céljuk, ám útközben összeakadtak a bizánci flotta főparancsnokának, Nikólaosz Mavrokatakalónnak a hajójával. A bizánciak kalózoknak vélték a normannokat, s elfogták hajóikat. Salernói Richárd és emberei a bizánci tengerészek foglyaként értek partot, de nem raboskodhattak sokáig, mert a Gesta Francorum arról tudósít, hogy Salernói Richárd és katonái csatlakoztak a Magyarországon és Bulgárián keresztül a bizánci főváros felé menetelő harmadik keresztes hadhoz. Konstantinápolyban I. Alexiosz bizánci császár hűségesküt követelt a keresztes vezetőktől; ezt Tarantói Bohemund le is tette, Hauteville Tankréd és Salernói Richárd azonban nem értettek egyet unokatestvérük politikájával, és az esküt elkerülendő az éj leple alatt keltek át a Boszporuszon.
A Szentföldre vezető úton a keresztesek többször összetűzésbe kerültek a szaracénokkal; ezen összecsapások közül a krónikák Salernói Richárdot a július 1-jei, győztes dorylaeumi csata egyik parancsnokának nevezik. Augusztusban a keresztesek elérték a hérakleiai útelágazást, ahol a had három részre szakadt: a fősereg Kaiszareia felé haladt, míg két kisebb egység – a frank Boulogne-i Balduin, illetve Hauteville Tankréd vezetése alatt – a Kilikiai-kapu és az Anti-Taurusz-hegység felé fordult. Salernói Richárd ismeretlen okból kifolyólag nem a fősereggel és Bohemund tarantói herceggel, hanem Tankréd unokatestvérével tartott. Boulogne-i Balduin és Hauteville Tankréd között hamar viszálykodás alakult ki az útjukba eső városok feletti uralom miatt: előbb Tarszosznál, majd Mamisztránál került sor kisebb villongásra. Az erről szóló két legfontosabb forrás, Aacheni Albert Historiája, valamint Caeni Radulf Gestája egyetértenek abban, hogy Salernói Richárd kulcsszerepet játszott a két vezér közötti ellentétben, de a részleteket illetően eltérnek egymástól. Aacheni Albert szerint Mamisztra alatt Salernói Richárd bujtotta fel unokatestvérét a harcra azzal, hogy gyávasággal és behódolással vádolta, amiért Hauteville Tankréd hagyta, hogy Boulogne-i Balduin frank katonái tábort verjenek a városban. A normannok azonban emberhátrányban voltak a frankokkal szemben, s végül menekülni kényszerültek: egy keskeny hídon át vonultak vissza, Salernói Richárd és egy bizonyos Anzi Róbert azonban már nem jutottak át, és a frankok kezére kerültek. Caeni Radulf változatában a normannok és a frankok áruk feletti alkudozása fajult verekedéssé. Salernói Richárd alól a frankok lándzsával kidöfték a lovat, őt magát pedig elfogták, s ez vezetett a csatározáshoz. A konfliktus megoldódását mindkét krónika másnap reggelre teszi: Boulogne-i Balduin és Hauteville Tankréd megállapodtak, a foglyokat szabadon bocsátották.
Az Hauteville Tankréd vezette különítmény 1097 őszén egyesült az Antiochiát ostromló fősereggel. Azon kívül, hogy arab nyelvtudása kapóra jött az antiochiai városvédő parancsnokkal való tárgyalásokkor, a krónikák nem ejtenek szót Salernói Richárdról az ostrom kapcsán. Ugyanígy arról sincsen információ, hogy Antiochia elfoglalását és az Antiochiai Fejedelemség megalapítását követően Salernói Richárd a városban maradt-e, vagy továbbment-e a főhaddal Jeruzsálem alá.

### A törökök fogságában
Az Antiochiai Fejedelemség északi határa különösen védtelen volt; 1100 elején ezért az antiochiai fejedelmi címet felvevő Bohemund tarantói herceg és Salernói Richárd a fontos útvonalak találkozásánál fekvő Maras városa ellen vonultak. A települést egy Tatul nevű, valószínűleg a bizánciakkal szövetséges örmény előkelő védte. Az ostrom eredmény nélkül maradt abba, mert az örmény kézen lévő Melitene fejedelme, Gábor nagyúr elhívta az unokafivéreket Maras alól: a kilikiai örmények régóta szenvedtek a területükre be-betörő muszlimoktól, elsősorban a danismend törököktől. Gábor nagyúr az örményekkel jó kapcsolatot ápoló Bohemund fejedelemhez folyamodott segítségért, és a török fenyegetés elhárításáért cserébe felajánlotta neki városát. I. Bohemund háromszáz lovaggal és egy osztag gyalogossal indult Melitene alá; kontingensének tagja volt Salernói Richárd is. A Melitene környéki dombokon azonban a danismendek lesből lerohanták a kereszteseket: a katonákat megölték, I. Bohemundot és Salernói Richárdot pedig túszként magukkal hurcolták a Pontuszi-hegységben található Níkszár várába.
I. Bohemund és Salernói Richárd rabságáról több történet is fennmaradt. Orderic Vitalis elbeszélésében az antiochiai fejedelem alkut kötött a szaracénokkal: saját szabadsága fejében felajánlotta az Antiochia ostromakor foglyul ejtett törökök – köztük Antiochia egykori emírének leánya – elengedését. A túszcsere lebonyolításával Salernói Richárdot bízták meg: neki kellett elmennie Antiochiába a foglyokért és elvinnie őket Níkszárba. Az emírleány története szerepel az arab Ibn al-Aszír feljegyzéseiben is. I. Bohemundért 1103-ban I. Balduin jeruzsálemi király és Bernát antiochiai pátriárka fizették meg végül a váltságdíjat. Maga Salernói Richárd szintén 1103-ban szabadult a rabságból: Edesszai Máté szerint a lovagot I. Alexiosz bizánci császár 1100-ban tekintélyes summáért megváltott a szaracén rabságból, hogy utána további három éven keresztül Konstantinápolyban tartsa börtönben. A Noblati Szent Lénárdhoz kötődő csodák gyűjteménye  beszámol arról, hogy egy bizonyos „normann Richárdot” a császár megvásárolt fogvatartóitól, majd a normann addig imádkozott, míg fohászai meghallgattattak, és a császár elengedte. George T. Beech történész ezt a „normann Richárdot” Salernói Richárddal azonosította, s ennek tükrében úgy rekonstruálta az eseményeket, hogy szabadulása után, 1103 végén vagy 1104 elején Salernói Richárd elzarándokolt a limousin-beli Szent Lénárd-kápolnába, egyúttal kézbesítette a kegyhelynek Bohemund antiochiai fejedelem adományát, egy ezüstláncot. Szülőföldjére és Tankréd testvére siracusai udvarába is ellátogatott, erről tanúskodik az az 1104-es okirat, melyben megerősíti a bátyja által a Szent Lúcia-apátságnak tett földadományt. Paula Z. Hailstone azonban felhívja a figyelmet arra, hogy nincs elegendő bizonyíték a „normann Richárd” és Salernói Richárd egyazon személynek tekintésére, mert Edesszai Máté tévedhetett a török fogságból kiváltott lovag személyét illetően: Aacheni Albert és Orderic Vitalis tudomása szerint I. Alexiosz nem Salernói Richárdot, hanem I. Bohemundot akarta megvenni a danismendektől; és Hailstone szerint „az Alexiosszal való korábbi érintkezések fényében Bohemund valóban logikusabb választás lett volna, mint az Hauteville-klán egy némiképp kétes tagja.”

### Keresztes kormányzóként

#### Edesszában
1104 végén I. Bohemund antiochiai fejedelem visszatért Európába, hogy utánpótlást szerezzen és a fejedelemség önállóságát fenyegető Bizánc ellen gyűjtsön szövetségeseket. Távollétében unokaöccsére, Hauteville Tankrédra bízta az ország irányítását – Hauteville Tankréd ekkor Edessza kormányzójaként uralkodott, minthogy a grófság ura, II. Balduin gróf az év májusában a szaracénok fogságába esett. Antiochiából nem lehetett volna megfelelően igazgatni az Eufráteszen túli területeket, ezért Hauteville Tankréd Salernói Richárdot tette meg maga helyett Edessza urának. Salernói Richárdnak kormányzóként 1105-ben Dzsekermis moszuli atabég, a következő két évben I. Kilidzs Arszlán rúmi szultán támadásával kellett szembenéznie. A moszuliak az aratás idején pusztítottak, s vereséget mértek az ellenük kilovagló edesszai kormányzóra; ugyanígy nem sikerült a rúmi törökök feltartóztatása sem. A normann lovag nem örvendett népszerűségnek alattvalói körében: azon túl, hogy az edesszaiak szemében elbitorolta törvényes uruk, II. Balduin trónját, Salernói Richárd erős kézzel kormányzott, nem riadt vissza a helyiek bebörtönzésétől és megkínzásától, magas adókat vetett ki, és a helybéli örményekkel is voltak súrlódásai. Edesszai Máté feljegyezte az edesszai csapatok törököktől elszenvedett vereségét és azt, hogy egy alkalommal  a szaracénok még a városba is betörtek és lemészárolták négyszáz lakosát. A krónikás összegzése szerint Salernói Richárd „sok embert tett tönkre.”
Edessza uraként Salernói Richárd saját pénzt veretett; három különböző sorozatot tulajdonítanak neki. A fennmaradt edesszai pénzérmék súlyukat tekintve két – egy nehezebb, 6–8 grammos és egy könnyebb, 3–4,5 grammos – csoportba sorolhatóak; a Salernói Richárd nevében nyomott pénzek a súlyosabbak közé tartoznak. Feliratuk a korábbi és későbbi edesszai érmékével összhangban görög; a három típusból az egyiken bizánci stílusú kereszt, a másikon Krisztus mellképe, a harmadikon szintúgy Krisztus mellképe és a hátoldalon frank stílusú kereszt látható.
1105–1106 folyamán Salernói Richárd újabb európai utazást tett: csatlakozott I. Bohemundhoz, s annak küldöttjeként elrendezte I. Fülöp francia király leányával, Konstanciával kötendő házasságát. A következő két esztendőben, 1107 októbere és 1108 szeptembere között Salernói Richárd Makedóniában harcolt I. Bohemund mellett, a tarantói herceg ugyanis próbálta elhódítani a bizánciaktól a területet. A hadjárat teljes kudarccal végződött: a császári csapatok elvágták a Durazzót ostromló normannoktól az utánpótlást, így I. Bohemund az 1108-as devoli szerződésben kénytelen volt elfogadni I. Alexiosz császár feltételeit. Az Alexiasz beszámol arról, hogy a bizánci uralkodó csellel is próbálkozott ellenfele megtörésére: hamisított levelek segítségével akarta elhitetni vele, hogy legfőbb emberei – köztük Salernói Richárd – elárulták. A devoli egyezményt tanúsítók listájában Anna Komnéné „a császári udvarból [valók]” között listázza „a Fejedelemségből való Richárdot”; ez arra utalhat, hogy Salernói Richárd valóban átállt a bizánciak oldalára. George T. Beech történész felvetette annak a lehetőségét, hogy Salernói Richárd már a makedóniai hadjáratot megelőzően megállapodást köthetett a bizánci császárral arról, hogy a császár érdekeit képviseli a Bizánc komoly ellenlábasának számító Bohemund fejedelemnél. Beech értelmezésében e megegyezés magyarázattal szolgálhat arra, a császár miért engedte oly váratlanul szabadon Salernói Richárdot 1103-ban.
A makedóniai fiaskó után I. Bohemund hazatért Itáliába. Salernói Richárd visszament Edesszába, de a fogságból szabadulván II. Balduin edesszai gróf bejelentette igényét a keresztes fejedelemségre. Minthogy Salernói Richárd vonakodott átadni neki a várost, II. Balduin szövetkezett Kogh Vazul örmény fejedelemmel, és a kilikiai kormányzó is küldött háromszáz besenyőt a gróf megsegítésére. Nem akarván szembeszegülni az örményekkel, Hauteville Tankréd visszahívta Edesszából Salernói Richárdot. II. Balduin 1108. szeptember 18-án kapta vissza a grófságot. Ibn al-Aszír elbeszélésében Hauteville Tankréd sereggel vonult II. Balduin és az örmény erősítés ellen, ám Bernát pátriárka közbeavatkozásának köszönhetően végül nem került sor ütközetre a keresztények között. Miután több nemes is emlékezett I. Bohemund azon rendelkezésére, hogy Edessza II. Balduint illeti a szabadulása után, Hauteville Tankréd nem tehetett mást, mint hogy átadta a várost. Edesszai Máté szerint ugyan a normann unokatestvérek győzelmet arattak II. Balduin felett, de Edessza polgárai a latin érsekkel összefogásban magukhoz ragadták az uralmat, nehogy a város Salernói Richárd kezén maradjon.

#### Marasban
Egy, a keresztes államok történelméről is beszámoló, ismeretlen szerzőjű szír krónika szerint miután le kellett mondania Edesszáról II. Balduin javára, Salernói Richárd a kormányzása alatt összeharácsolt vagyonnal „saját országába, Marasba ment.” Nem egyértelmű, Salernói Richárd mikor és hogyan került Maras élére: a szír krónika megfogalmazása arra utal, hogy ez nem 1108-ban, Edessza átadásakor, hanem már korábban megtörtént. Ez esetben a várost valószínűleg I. Bohemundtól kaphatta érdemei elismeréseként, talán már 1100-ban, amikor fogságba kerülésük előtt az antiochiai fejedelem és unokaöccse ideig-óráig magukénak mondhatták a települést. Ibn al-Furát egyiptomi történetíró megemlíti, hogy Maras ura 1108-ban Courtenay Joscelin zászlóvivőjeként harcolt az Hauteville Tankréd elleni ütközetben Turbesszel mellett – pártállása miatt ez a „Maras ura” nem lehetett Salernói Richárd. Az sem kizárható, hogy Salernói Richárdot Hauteville Tankréd nevezte ki Marasba azután, hogy elmozdították Edesszából.
Nem tudni, Salernói Richárd milyen minőségben uralkodott Marasban. Aacheni Albert a város praefectusának nevezi őt, de nem világos, hogy a terminus pontosan mire utalhat. A cím mindenesetre nem lehetett örökletes, mert Salernói Richárd fia, Roger nem volt Maras ura.
Itteni működéséről alig maradt fent információ. 1111 szeptemberében hatvan lovag és száz gyalogos élén csatlakozott az Antiochia megtámadására készülő Maudúd moszuli atabég elleni keresztes szövetséghez. Halálának pontos dátuma és körülményei nem ismertek, de a történészek rendszerint Salernói Richárddal azonosítják a krónikákban az 1114. esztendei események kapcsán előkerülő „Maras urát”. A feljegyzések szerint 1114. november 29-én egy erős földrengés megsemmisítette Marast, megölve urát és népét: „e város [Maras] urával és püspökével, valamint a papsággal és teljes lakosságával együtt elpusztult.”

### Magánélete, házassága és gyermekei
Salernói Richárd megjelenéséről nem maradt fent leírás; Nogent-i Guibert, aki talán személyesen is láthatta őt a francia királyi udvarban, mindössze annyit jegyez meg vele kapcsolatban, hogy jóképű volt. A Gesta Tancredi megemlékezik arról, hogy a keresztesek közül Salernói Richárd és Tankréd unokatestvére beszéltek arabul, és így Antiochia ostroma alatt közvetítő nélkül is tárgyalhattak az ellenség parancsnokával. A keresztes hadjárat alatti, különösen a mamisztrai események lobbanékony természetről árulkodnak, s Edesszai Máté is felrója neki forrófejűségét; míg a szír és örmény történetírók könyörtelen, a saját anyagi hasznát szem előtt tartó uralkodóként írják le.
Salernói Richárd feleségének kiléte bizonytalan. Az Europäische Stammtafelnben Altrude néven, Gottfried conversanói és brindisi gróf leányaként szerepel, míg Félicien de Saulcy a „jó” Odó őrgróf és Hauteville Emma leányaként, Hauteville Tankréd testvéreként azonosította. Ugyancsak Hauteville Tankréd nővérének mondja az asszonyt Aacheni Albert, Ibn al-Aszír és az 1234-es szír krónika ismeretlen szerzője, ám Evelyn M. Jamison, Susan B. Edgington és Francesca Petrizzio történészek a vérrokonok házasságának tiltásánál fogva nem tartják valószínűnek, hogy Salernói Richárd feleségül vette volna a vele közeli rokonságban álló Hauteville Tankréd leánytestvérét.
Salernói Richárd legkésőbb 1090-ben, még a szülőföldjén köthetett házasságot, minthogy fia 1112-ben már betöltötte a nagykorúságot. A krónikák két gyermekéről tesznek említést:
- Roger (?–1119), keresztes lovag, 1112–1119 között Antiochia régense vagy fejedelme,
- Mária (?), I. Joscelin edesszai gróf felesége.

## Személyazonosságának kérdése
A legtöbb történész – így többek között George T. Beech, Salernói Richárd életrajzának összeállítója – azonosnak tekinti a krónikákban szereplő Principátusbeli Richárdot, valamint az Edessza és Maras uraként emlegetett Richárdot. A 2010-es években azonban E. Gurinov történész az azonosítás következményeként felmerülő kronológiai ellentmondásokra mutatott rá, úgymint például arra, hogy ha a devoli egyezmény aláírására szeptember 1-jén került sor, a Fejedelemségből való Richárd nem érhetett vissza szeptember 18., vagyis Edessza II. Balduinhoz való visszakerülésének napja előtt a Szentföldre, mert a korabeli viszonyok között a Devol–Edessza távolság körülbelül kéthónapos utazást tett ki. Ez alapján az I. Bohemund balkáni hadjáratában részt vevő Richárd nem lehet azonos az Edesszában kormányzó Richárddal. Gurinov a kronológián túl a Richárdok megnevezéseiből is hoz érveket amellett, hogy nincs megfelelő bizonyíték a Fejedelemségból való Richárd és az Edesszát, utóbb pedig Marast kormányzó Richárd egyazon személynek tekintésére.
Hasonló következtetésre jutott Paula Z. Hailstone történész is, aki szintúgy a Devol–Edessza út megtételének lehetetlenségével és azzal támasztja alá meglátását, hogy a korabeli források nem kötik egyértelműen össze a salernói és az edesszai-marasi Richárdot: Edesszai Máté, Szíriai Mihály és a szír krónika névtelen szerzője is csak annyit ír, hogy „egy Richárd nevű férfi” lett Edessza, illetve később Maras kormányzója. Ama tény, hogy Hauteville Tankréd halála után nem Salernói Richárd, hanem fia, Salernói Roger vette át Antiochia kormányzását, arra utal, hogy 1112-ben az apa nem volt „elérhető” – vagy nem élt már, vagy I. Bohemunddal együtt visszatért Európába, vagy a devoli egyezmény aláírása után bizánci szolgálatban maradt; Marasban pedig egy másik Richárd kormányzott. Hailstone felveti annak a lehetőségét is, hogy Salernói Roger nem a Principátusbeli, hanem az edesszai-marasi Richárd fia volt; nem lévén vérrokonok, ez a Richárd feleségül vehette Hauteville Tankréd nővérét, s ez esetben a korabeli források állításának megfelelően Salernói Roger Hauteville Tankréd unokaöccse volna.